# Турдакен

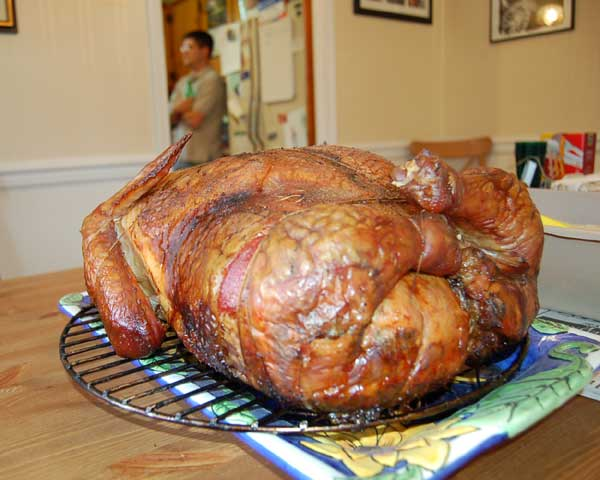
Смажений турдакен вагою близько 13.5 кг

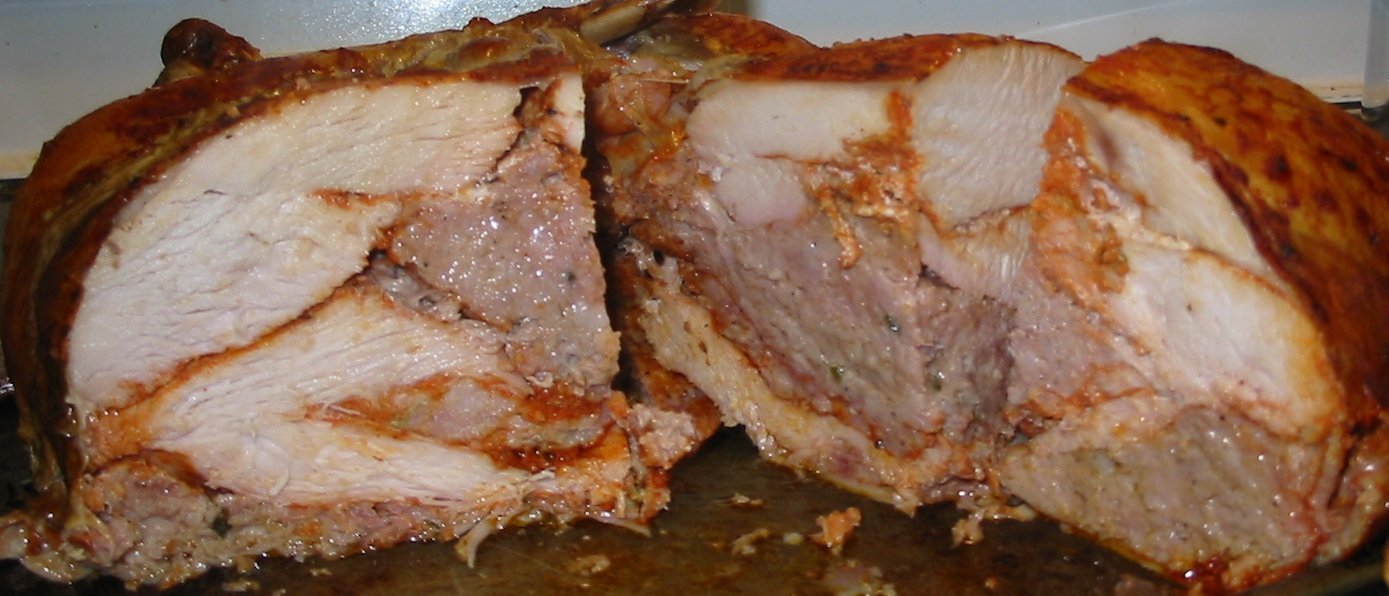
Турдакен, який фарширований ковбасним фаршем, порізаний на чотири частини, щоб показати всі внутрішні шари

Турдакен — страва, що складається з курки без кісток, яка укладена в качку, з якої також вийняті кістки, яка у свою чергу укладена в індичку, яка також позбавлена кісток. За межами Сполучених Штатів і Канади ця страва відома як три смажені птиці. У традиційному англійському варіанті страва зветься Gooducken, бо індичка замінюється на гуску.
Слово турдакен — гібрид з трьох англійських слів: turkey (індичка), duck (качка) і chicken (курка). Страва являє собою приклад енгастрації, середньовічного методу приготування, при якому одну тварину закладували у другу і так готували.
Внутрішні порожнини курки іноді набивають паніровкою або ковбасним фаршем, хоча деякі версії мають іншу начинку для кожної птиці. Унаслідок виходить досить тверда тушка, яка підходить для приготування шляхом тушкування, запікання, а також готування грилю, або барбекю.

## Історія
Походження страви точно не відоме. Стверджують, що вона стала популярною завдяки визнаному майстру каджунської кухні шеф-кухарю Полю Прюдому (1940—2015). Однак задовго до появи цієї страви в США готували і продавали начинену м'ясним фаршем курку без кісток, що називали баллотін.
У праці Almanach des Gourmands, що вийшла в 1807 році, гастроном Грімо де ля Реньєр (Grimod de La Reynière) описав страву rôti sans pareil («незрівнянна печеня»), в якому в дрохву послідовно укладалися індичка, гуска, фазан, качка, курка, цесарка, чирянка, слуква, куріпка, пісочник, чайка, перепілка, дрізд, жайворонок, вівсянка і кропив'янка. Реньєрі стверджував, що таку страву готували в Стародавньому Римі
Ще один варіант страви приписують французькому дипломату і гурману Талейран-Перігору. У 1891 році в газеті описаний рецепт перепелів а-ля Талейран. Начинених трюфелями перепелів укладали всередину куріпки, маринованої в шампанському, куріпку упаковували в курку, а її в індичку. У такому вигляді страву смажили, і вже на столі зсередини діставали фаршированого трюфелями перепела — його-то і належало їсти.
Турдакен послуговується особливим попитом у південній частині США напередодні Дня подяки, коли виробництво і продаж напівфабрикатів, зокрема заморожених, обчислюються тисячами .

## Приготування
Цілі тушки курки, качки та індички акуратно звільняють від кісток, приправляють сіллю і перцем. Тушку курки укладають всередину тушки качки, а качку — в тушку індички. Внутрішню частину курки і інші вільні порожнини, що утворилися при вкладанні птахів один в одного, заповнюють фаршем з панірувальних сухарів зі спеціями, м'ясним або ковбасним фаршем. Іноді для кожного птаха застосовують свою начинку. Потім індичку акуратно зашивають, формують, при необхідності обв'язують шпагатом і готують будь-яким способом: тушкують, запікають в духовці, смажать на грилі або барбекю. За час приготування сухувате м'ясо курки та індички просочується качиним жиром і набуває ніжності. Птицю подають гарячою чи холодною, нарізавши скибками, так що кожному їдцю дістається по шматочку м'яса кожного птаха і начинка.
У Великій Британії виробники м'ясних делікатесів продають турдакен під назвою «печеня „три птахи“» або «королівська печеня» (англ. royal roast). Печеню «п'ять птахів», що складається з гуски, індички, курчати, фазана і голуба, фаршированого ковбасою, в 1989 році запропонували як сучасну альтернативу традиційному йоркширському різдвяному пирогу. У 1990 році у продажу з'явився ще один варіант страви — з качки, курки і голуба з фаршем з яблук і шафрану.